# Toluidine
La toluidine, méthylaniline ou aminotoluène est un composé aromatique de formule C7H9N, constituée d'un cycle benzénique substitué par un groupe amine (aniline) et un groupe méthyle (toluène). Comme tous les benzènes disubstitués, elle existe sous la forme de trois isomères structuraux, les composés ortho, méta et para, selon la position relative des deux substituants sur le cycle. 

## Propriétés
| Toluidine                        | | | |
| Nom systématique                 | 2-amino-1-méthylbenzène | 3-amino-1-méthylbenzène | 4-amino-1-méthylbenzène                                                                                            |
| Autres noms                      | o-toluidine o-méthylaniline | m-toluidine m-méthylaniline                                                                                                 | p-toluidine p-méthylaniline                                                                                        |
| Structure                        | | | |
| N° CAS                           | 95-53-4 | 108-44-1 | 106-49-0 |
| PubChem                          | 7242 | 7934 | 7813 |
| SMILES                           | CC1=C(N)C=CC=C1 | NC1=CC(C)=CC=C1 | NC1=CC=C(C)C=C1 |
| Formule chimique                 | C7H9N | C7H9N | C7H9N |
| Masse moléculaire                | 107,17 g/mol | 107,17 g/mol | 107,17 g/mol |
| État (CNTP)                      | liquide | liquide | solide |
| Apparence                        | liquide incolore, prenant graduellement une teinte rouge-brune exposé à la lumière et à l'air. Odeur caractéristique d'amine aromatique. | liquide huileux incolore à jaunâtre, prend une rouge-brune teinte exposé à la lumière et à l'air. Odeur d'amine aromatique. | solide cristallin incolore à jaunâtre, prend une teinte rouge-brune exposé à la lumière et à l'air. Odeur de vin,. |
| Point de fusion                  | −24,4 °C (forme α) −16,3 °C (forme β) | −31 °C | 45 °C |
| Point d'ébullition               | 200 °C | 203 °C | 200 °C |
| Masse volumique (20 °C)          | 1 g·cm-3 | 0,99 g·cm-3 | 1,05 g·cm-3 |
| Point d'éclair (coupelle fermée) | 85 °C | 85 °C | 87 °C |
| Point d'auto-inflammation        | 480 °C | 480 °C | 480 °C |
| Pression de vapeur saturante     | 0,18 hPa (20 °C) 2,01 hPa 50 °C | 0,3 hPa (20 °C) | 38,1 hPa (25 °C)                                                                                                   |
| Limites d'explosivité            | 1,5 vol.% ― 7,5 vol.% | | |
| Solubilité dans l'eau (20 °C)    | 15 g·l-1 | 10 g·l-1 | 7,5 g·l-1 |
| pKA (acide conjugué)             | 4,44 | 4,70 | 5,08 |
| LogP                             | 1,43 | 1,4 | 1,39 |
| NFPA 704                         | 230 | 230 | 230 |
| SIMDUT,                          | B3, D1A, D2A, | B3, D1A, | Produit non classé                                                                                                 |
| SGH,                             | DangerH301, H319, H331, H350 et H400 | DangerH301, H311, H331, H373 et H400                                                                                        | DangerH301, H311, H317, H319, H331, H351 et H400                                                                   |

Les propriétés chimiques des toluidines sont communes à certaines autres amines aromatiques et dans l'ensemble assez similaires à celles de l'aniline. Du fait du groupement amine lié au noyau aromatique, les toluidines sont des bases faibles. Aucune d'entre elles n'est très soluble dans l'eau pure, mais elles se neutralisent et se dissolvent dans une solution aqueuse rendue acide. De toutes émane une forte odeur aminée et, en outre, elles sont toxiques et suspectées d'être des agents cancérigènes pour l'homme.
À température ambiante et pression atmosphérique, les ortho et métatoluidines sont des liquides visqueux tandis que la paratoluidine est un solide friable (lamelles blanc brillant). Ceci peut s'expliquer par la symétrie des molécules de p-toluidine qui peuvent, de ce fait, plus facilement s'inscrire dans une structure cristalline.

## Réactivité
Les toluidines forment des sels stables avec les acides forts, organiques ou minéraux. Elles sont susceptibles de réagir par les réactions des amines aromatiques habituelles, en particulier l'acétylation, l'alkylation, l'aralkylation, l'arylation (de) et la diazotation.

## Origine
La distillation du goudron de houille permet d'obtenir la p-toluidine, l'aniline et l'o-toluidine dans les proportions 1:1:2. L'oxydation de ce mélange à l'acide chromique par William Perkin en 1856 conduisit à la découverte de la mauvéine, le premier colorant artificiel. 

## Synthèse
Les toluidines peuvent être obtenues par réduction de nitrotoluènes équivalents (eux-mêmes produits par nitration du toluène). Cette réaction, en présence de fer et d'acide chlorhydrique, est appelée réduction de Béchamp. On préfère cependant de nos jours largement l'hydrogénation catalytique avec le nickel de Raney. On utilise pour cela comme solvants des alcools aliphatiques inférieurs (méthanol, éthanol , n-propanol ou isopropanol).

## Utilisations
Les toluidines sont utilisées dans la production de colorants et de pigments. Elles sont aussi des intermédiaires dans la production de certains herbicides. Les composés ortho et para sont des réactifs importants dans la production de chlorotoluidines et de nitrotoluidines. Ces dernières servent, via l'acide toluidinosulfurique, dans la production de composés pharmaceutiques, ainsi que d'autres colorants et pigments.
Les toluidines sont également un composant des accélérateurs/ durcisseurs de la glu, de certains mastics ou de colles de type cyanoacrylate.
La p-toluidine  réagit avec le formaldéhyde pour former la base de Tröger.
Après diazotisation, il est possible de transformer les sels de diazonium ainsi obtenus en crésols  correspondants par surébullition (de).

## Toxicité
L'o-toluidine est mentionnée dans le tableau des maladies professionnelles n°15 Ter du Régime Général et conduit à des tumeurs primitives de la vessie apparaissant jusqu'à 30 ans après les expositions.